# Гальяно, Дионисио Алькала
Дионисио Алькала Гальяно (1760—1805) — испанский мореплаватель, военный моряк, картограф и исследователь. С беспрецедентной аккуратностью нанёс на карту побережья в Европе и Америке, используя новые инструменты, такие, как хронометр. Возглавлял экспедицию, которая исследовала и картировала пролив Хуан-де-Фука и пролив Джорджии. Первым из европейцев проплыл вокруг острова Ванкувер. Достиг звания бригадира и пал в Трафальгарской битве.
Иногда он подписывался полным именем, иногда же просто как Гальяно, в том числе, в опубликованном журнале его плавания 1792 года. Под этим именем он и стал наиболее известен.

## Память
Именем Гальяно названы остров в проливе Джорджии, ряд географических объектов местного значения и канадский военный корабль HMCS Galiano. В парке Montague Park ему установлен мемориал.

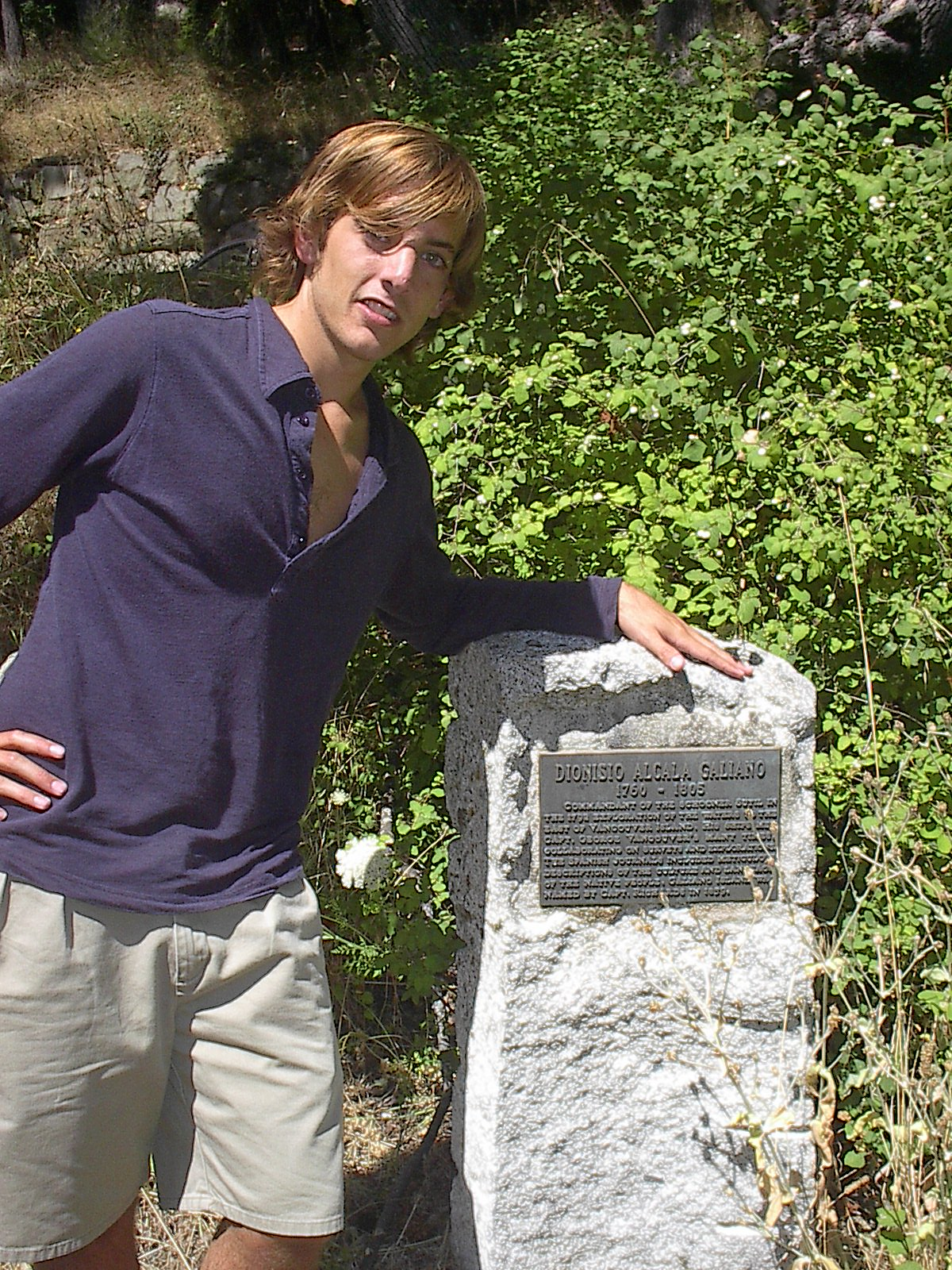
Jaime Alcalá Galiano, прямой потомок Гальяно, у мемориала своего предка
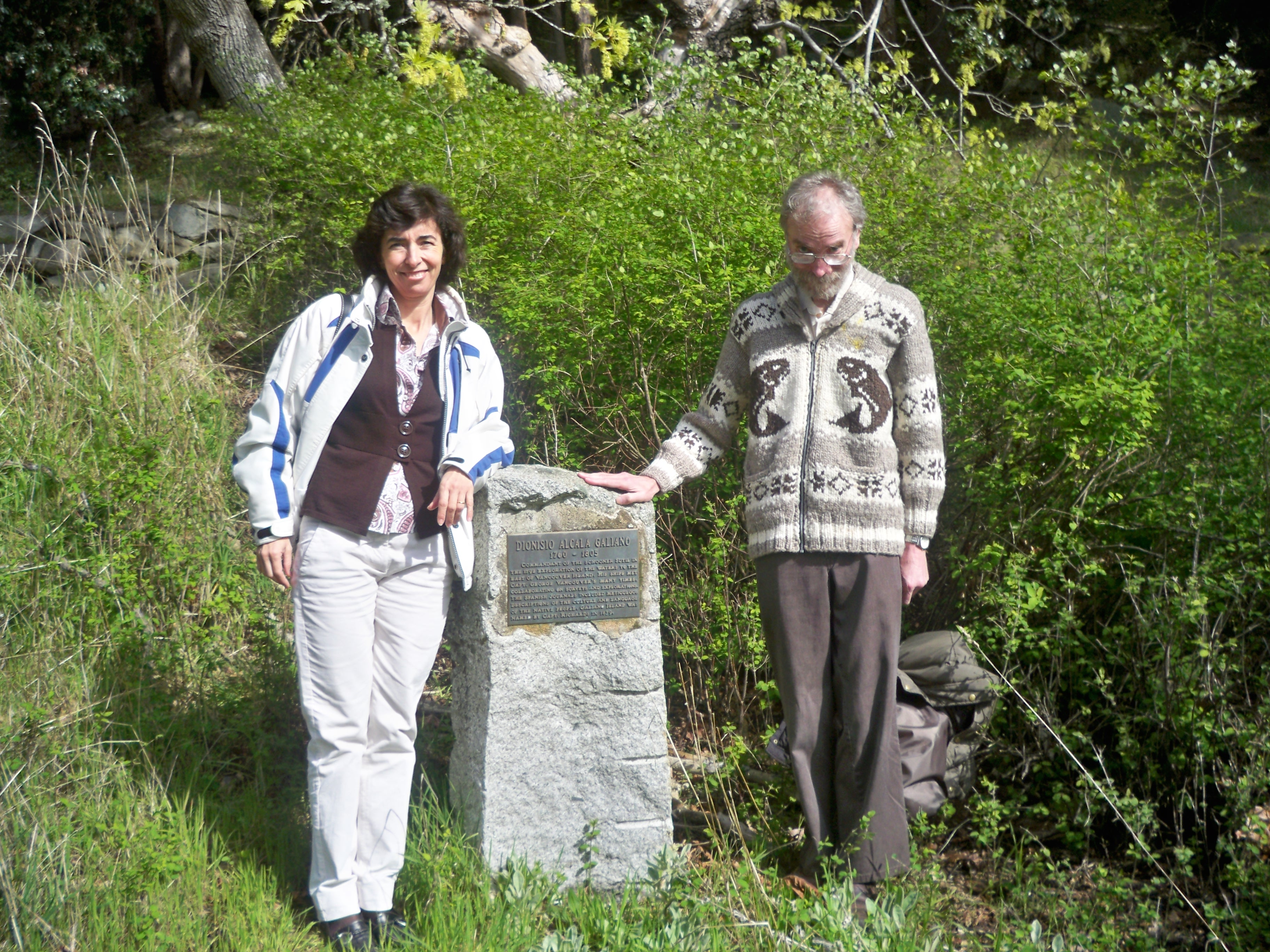
Almudena Alcalá-Galiano и местный историк у мемориала